# Phùng Khánh Tài
Phùng Khánh Tài là một chính khách người Việt Nam. Ông hiện là Phó Bí thư Đảng ủy Quốc hội nhiệm kỳ 2020 - 2025. 
Ông từng giữ các chức vụ: Phó Bí thư Thường trực Tỉnh ủy Phú Thọ, Phó Chủ tịch Ủy ban Trung ương Mặt trận Tổ quốc Việt Nam

## Xuất thân
Ông sinh ngày 31 tháng 1 năm 1971, quê quán tại xã Bát Tràng, huyện Gia Lâm, thành phố Hà Nội. Ông trình độ Cử nhân Sư phạm kỹ thuật, Thạc sĩ Quản lý giáo dục, Cử nhân chính trị, Cử nhân tiếng Anh; tiếng Nga trình độ B; Trình độ tin học: trình độ B.

## Sự nghiệp
Ngày 9 tháng 1 năm 2019, ông được Hiệp thương giữ chức Phó Chủ tịch Ủy ban Trung ương Mặt trận Tổ quốc Việt Nam.
Ngày 14 tháng 3 năm 2023, Ban Chấp hành Đảng bộ tỉnh Phú Thọ tổ chức hội nghị công bố quyết định của Ban Bí thư Trung ương Đảng về công tác cán bộ. Tại hội nghị, Phó trưởng Ban Tổ chức Trung ương Nguyễn Quang Dương đã công bố quyết định của Ban Bí thư Trung ương Đảng về việc ông Phùng Khánh Tài thôi tham gia Đảng đoàn và thôi giữ chức phó chủ tịch Ủy ban Trung ương Mặt trận Tổ quốc Việt Nam nhiệm kỳ 2019-2024. Đồng thời điều động, chỉ định tham gia Ban Chấp hành, Ban Thường vụ, giữ chức phó bí thư Tỉnh ủy Phú Thọ nhiệm kỳ 2020-2025.

## Danh hiệu
- Huân chương Tự do Itxala hạng III của nhà nước Lào